# Ol'ga Golovkina
Ol'ga Gennad'evna Golovkina (in russo Ольга Геннадьевна Головкина?; Perm', 17 dicembre 1986) è una mezzofondista russa.

## Palmarès
| Anno | Manifestazione | Sede       | Evento       | Risultato | Prestazione | Note |
| ---- | -------------- | ---------- | ------------ | --------- | ----------- | ---- |
| 2010 | Europei        | Barcellona | 5000 m piani | 9ª        | 15'31"11    |      |
| 2012 | Europei        | Helsinki   | 5000 m piani | Oro       | 15'11"70    |      |
| 2012 | Olimpiadi      | Londra     | 5000 m piani | 9ª        | 15'17"88    |      |
| 2013 | Universiadi    | Kazan'     | 5000 m piani | Oro       | 14'43"77    |      |